# Göteborgs räddningsmission
Göteborgs räddningsmission är en idéburen organisation som arbetar med socialt arbete på kristen grund, bildad 1952 som Stiftelsen Hjälp åt Hemlösa – Göteborgs Räddningsmission.
Sedan 2012 samarbetar man med Göteborgs Stad kring hjälpinsatser för fattiga EU-migranter.